# Ngasinan (Susukan)
Ngasinan is een bestuurslaag in het regentschap Semarang van de provincie Midden-Java, Indonesië. Ngasinan telt 1773 inwoners (volkstelling 2010).